# 福建省 (中華民國)
福建省，簡稱「閩」，為中華民國已虛級化的省份，目前實際管轄金門縣（金門島、烈嶼及烏坵等）與連江縣（馬祖列島、莒光及東引等），因此常被稱為「金馬地區」。行政院在這裡設有金馬聯合服務中心協助兩縣政務推動，整合相關部會派駐金馬地區之機關現有資源。
中華民國福建省原繼承清朝福建省疆域。第二次国共内战后期，中華民國國軍敗於解放軍。鑒於形勢，福建省政府自1949年8月隨國軍從福州市遷駐金門。韓戰爆發後，解放軍曾多次進攻該地而未捷，而國軍亦無力反攻大陸，進而形成福建由兩政治實體割據一方的格局。福建省成為目前唯一兩岸分治的省份，概念上為「大陸福建」與「金馬福建」，前者由中華人民共和國實質統治，設立福建省人民政府；後者由中華民國實質統治，仍設福建省政府至2018年並持續保留名銜。
1956年7月因為實施戰地軍政指揮，福建省政府精簡化並遷至臺灣省臺北縣新店鎮（今新北市新店區），1992年11月7日金馬地區戰地政務終止，1996年1月15日遷回金門辦公，省政府維持原精簡化之編制，不設省議會。2018年底，行政院宣佈省級機關去任務化，原福建省政府所有組織與業務由行政院金馬聯合服務中心承接。福建省政府去任務化後已經無任何行政組織或實體辦公場所，實質上解散，僅保留省府名稱和省主席職稱。
金門西距廈門島不到10公里，東距臺灣島277公里。中華民國政府於2001年元旦起實施金馬小三通，金馬地區開始展開與大陸小規模的通商、通航和通郵。2018年起，中國大陸向金門供水。

## 歷史沿革

### 戰地政務
民國44年（1955年）1月20日，福建省政府於金門正式恢復建制，並於馬祖設立閩東北行政公署，管轄連江、長樂、羅源3縣之政務。7月，閩東北行政公署改制為福建省第一行政督察專員公署。民國45年（1956年）7月16日，國防部為適應戰時需要，統一戰地軍政指揮，實施金門、馬祖地區「戰地政務實驗辦法」，令省政府移駐臺灣省臺北縣新店鎮辦公，並予以虛級化，負責研究有關「收復福建地區之重建計劃方案及對大陸福建地區廣播、閩僑聯繫、人才儲備與不屬戰地政務之一般省政工作」，同時撤銷第一行政督察專員公署，並將莆田縣屬烏坵暫歸金門縣管轄，羅源縣所屬東引島、西引島及長樂縣所屬東莒島、西莒島等島劃歸連江縣管轄。
民國47年（1958年）8月23日，解放軍對駐守金門之國軍發動榴彈炮突擊，共射擊47.5萬發砲彈，陸軍金門防衛司令部（金防部）司令陸軍上將胡璉要求國軍死守金門，並得到美國海軍護航，維持金門補給線。其後中華民國陸軍獲得八吋口徑榴彈砲，反擊位於廈門的解放軍。後來解放軍放棄封鎖，宣佈改採「單打雙不打」的方針，逐漸減少攻勢。期間除民國54年（1965年）間偶發的東引海戰、東山海戰和烏坵海戰之外，兩岸海空軍不斷有零星交手。
「金馬」（Quemoy and Matsu）一詞在1960年美國總統大選中成為美國政治語言的一部分。兩位候選人副總統理查·尼克森和麻州聯邦參議員約翰·甘迺迪在辯論中都承諾在必要時使用美軍來保護台灣免受解放軍的進攻，當時美國不承認中華人民共和國是合法政府。在1960年10月7日的第二次辯論中，兩人對是否動用美軍保護中華民國前沿陣地金門和馬祖提出了不同意見。甘迺迪表示，這些島嶼——距中國大陸海岸僅9公里（5.5英里），距台灣170公里（106英里）——戰略上無法防禦，對臺灣的防務亦非不可或缺。尼克森堅稱金門和馬祖均屬「自由地區」，原則上不應向共產黨投降，1960年10月13日第三次辯論會後，甘迺迪的顧問與時任國務卿赫爾特交談，表示甘迺迪願意修改他在金門和馬祖問題上的立場，以免給共產黨人留下美國不會團結一致反對侵略的印象 。
民國68年（1979年），中國大陸全國人民代表大會常務委員會發表《告臺灣同胞書》，徐向前發表聲明，停止從民國47年（1958年）開始的對大金門、小金門、大膽、二膽等島嶼的炮擊，國共內戰大規模軍事衝突告一段落。
民國73年（1984年）6月27日上午，駐守金門離島草嶼的中華民國陸軍步兵第三一九師第九五五旅第五營第三連為了抓陸軍步兵第三一九師第九五五旅第一營第二連逃逸士兵莊輝亮，開砲射擊，沒擊中該士兵，反而擊中解放軍最前沿的炮陣地角嶼一百餘發榴炮與迫炮，造成1死2傷；解放軍還擊，造成國軍1死。不到一小時，雙方同時停戰。此次是兩岸間最後一次炮戰。事後中華民國國防部宣稱炮擊原因是「反擊大陸水鬼（蛙人）的滲透」，以掩飾實情。
民國76年（1987年）3月7日至8日，陸軍步兵第一五八師第四七二旅於小金門東崗海灘屠殺19名迷航而無武裝的越南難民後毀證滅跡，釀成三七事件（東崗慘案）。
民國76年（1987年）7月臺灣省戒嚴令解除後，基於軍事考量，八十年四月三十日金門暨馬祖防衛令部最高軍事指揮官另行依據戒嚴法第三條規定宣布，金、馬地區自八十年五月一日零時起臨時戒嚴，金馬地區仍實施戒嚴。同年8月21日，3位金馬青年翁明志、王長明、陳振堅到福建省政府前靜坐抗議，揭開了金馬反戒嚴運動的序幕。經歷長期的陳情與抗爭，民國81年（1992年）11月7日《金門馬祖東沙南沙地區安全及輔導條例》開始施行。
|                        | 金門防衛司令部令: 『茲宣告金門地區自八十一年十一月七日零時起解除臨時戒嚴。』 |
| ——金門防衛司令部司令官 |                                                                              |

伴隨陸軍金門防衛司令部司令官葉競榮中將、陸軍馬祖防衛司令部司令官金恩慶中將、海軍陸戰隊烏坵守備區指揮部指揮官曾長海少將在11月6日的上午先後宣告金門、馬祖、烏坵地區於今天（11月7日）凌晨零時起解除臨時戒嚴，國防部終止金馬地區戰地政務，解除了金馬實施長達43年的戒嚴令。

### 回歸民主憲政
- 民國81年（1992年）11月7日，金馬地區戰地政務終止，實施地方自治，金門、連江縣回歸民主憲政。派任原國防部指派的金門縣長陳水在、連江縣長曹常順為金門縣長、連江縣長，並將原來兩縣的諮詢代表會，改為臨時縣議會，代表會長、副會長改為議長、副議長，諮詢代表改為臨時縣議會議員。
- 民國82年（1993年），金門縣長、連江縣長也陸續恢復民選。12月，舉行金門縣、連江縣第一屆民選縣長選舉。
- 民國84年（1995年）1月，舉行金門縣、連江縣第一屆民選縣議員選舉。10月18日，成立「金門國家公園」，成為中華民國第六座國家公園。
- 民國85年（1996年）1月15日，省政府奉中央政府命令，從臺灣省臺北縣新店市（今新北市新店區）遷回金門縣辦公。
- 民國87年（1998年），中華民國政府全面進行省虛級化，福建省政府於法制上成為諮詢機關，不再具有地方政府的政治實權。
- 民國93年（2004年）2月3日，啟動金門-廈門航海線，開始「小三通」。
- 民國96年（2007年）5月21日，省政府原任主席顏忠誠於5月20日隨蘇貞昌內閣總辭後，新任行政院長張俊雄停止任命福建省主席及省府委員，只由省府第一組組長楊誠璽暫時代理，向精省、政府架構精簡化的方向努力。11月21日，任命行政院秘書長陳景峻兼任福建省政府主席，由中央政府官員兼任主席成現行模式，而省府之運作增設專任秘書長負責。
- 民國101年（2012年）7月7日，連江縣當地舉行是否開放博弈的公民投票，結果為通過。
- 民國102年（2013年）9月6日，中華民國國防部擬定於明年6月將國軍撤守大、二膽，移交金門縣政府管理發展觀光的需求，由警政署及海巡署負責治安與守備任務。但有關立委表態反對，認為為了開放島上觀光將國軍全數撤走，「這個政治效應、政治意涵很強」，不贊成全撤。在立委力爭下，國防部決定繼續派兵駐守。[9]
- 民國106年（2017年）1月17日，行政院設立行政院金馬聯合服務中心，服務金門縣、連江縣二縣。
- 民國108年（2019年）1月1日，福建省政府實質上裁撤，不再編列員額與預算[2][10][11]，行政院金馬聯合服務中心承接原福建省政府所有員額與業務。[2]

## 地理

### 管轄範圍
自民國38年（1949年）以後，中華民國福建省實際管轄範圍僅包含馬祖列島（原分屬羅源縣、連江縣及長樂縣，現皆由連江縣管轄）、金門群島（金門縣）及烏坵嶼（莆田縣，現由金門縣代管），土地面積僅180.4560平方公里。

### 特殊生態

#### 金門縣
- 金門島-歐亞水獺（列入瀕臨絕種動物名單）、亞洲小爪水獺（零星發現過腳印）、鱟，並有紀錄多種鳥類，如戴勝、黑面琵鷺、叉尾太陽鳥等。
- 烈嶼-歐亞水獺

#### 連江縣
- 馬祖列島-黑嘴端鳳頭燕鷗、白眉燕鷗、紅燕鷗、蒼燕鷗、鳳頭燕鷗、黑尾鷗、岩鷺、插尾雨燕、紅花石蒜、藍眼淚

### 人口
民國38年（1949年）中華民國政府撤出大陸時，不少福建人口隨之遷移出省。
據中華民國內政部戶政司於民國79年（1990年）臺閩地區戶口及住宅普查報告，臺閩地區籍貫為福建省的人數為41萬4163人，佔非臺灣省籍269萬4917人口當中的15.37%，為非臺灣省籍中比例最高；其中金馬地區4萬9656人，佔福建省籍人口的11.99%。
中華民國福建省現有管轄範圍境內的居民幾乎全為漢人，分為金門島與烈嶼的閩南人、連江縣的閩東人、連江縣北竿鄉橋仔村、塘岐村的少數閩南人(「下南兄」)以及烏坵的莆仙人三種。人口以閩南人佔為多數，超過八萬人，而閩東人則有約一萬人，居於劣勢的莆仙人僅約500人。

## 行政區劃

#### 行政區域變遷
- 民國38年（1949年）11月，金門縣政府被撤銷，改依金門各駐軍轄區劃分為金東、金西、烈嶼三區，各設民政處管轄地方行政，三個民政處下共轄城廂、金城、金盤、滄湖、碧湖、金沙、烈嶼、古寧、瓊浦等九個區公所。
- 民國39年（1950年）3月，金東、金西、烈嶼三區民政處合併改設為「金門軍管區行政公署」，轄區除金門外，兼轄福建以南中華民國政府控制之島嶼。12月15日，馬祖列島成立「馬祖行政公署」，以島為單位，分設南竿、北竿、白肯、東湧、四礵、岱山、西津、浮鷹等八區，每區設區公所。
- 民國40年（1951年），金門軍管區劃設金城、金寧、金湖、金沙、金山、烈嶼等六個區，各區由區公所治理。
- 民國41年（1952年）放棄馬祖行政公署的四礵、岱山、西津、浮鷹4區，餘下4區則依原縣恢復建制。
- 民國42年（1953年）2月，金門軍管區行政公署撤銷，恢復金門縣政府建制，並將原來的六區改制為鄉鎮，同時代管莆田縣的烏坵鄉。3月，南竿、北竿兩區改為鄉，並以該2鄉恢復連江縣建制，8月改馬祖行政公署為「閩東北行政公署」，9月白肯區劃分為白肯鎮及東肯鄉，並恢復長樂縣建制，由閩東北行政公署就近督導連江、長樂、羅源3縣之政務。
- 民國43年（1954年）3月，改東湧區為鄉建制，並於其上恢復羅源縣建制。
- 民國44年（1955年）1月20日，福建省政府於金門正式恢復建制。7月，閩東北行政公署改制為「福建省第一行政督察專員公署」。
- 民國45年（1956年）6月，中華民國政府決定在福建省金馬地區實施戰地政務，由金門、馬祖兩地「防衛司令部」下設「政務委員會」負責地方行政，7月16日，「金門防衛司令部政務委員會」及「馬祖地區防衛部政務委員會」成立，實施軍政一元化體系，原有的各縣政府權力虛化。撤銷福建省第一區行政督察專員公署，並將莆田縣屬烏坵暫歸金門縣管轄，羅源縣所屬東引島、西引島及長樂縣所屬東莒、西莒等島劃歸連江縣管轄。
- 民國48年（1959年），金門縣增設金瓊鄉，金湖鄉改制金湖鎮。
- 民國54年（1965年），金門縣撤置金山鄉及金瓊鄉。
- 民國58年（1969年）1月，金門防衛司令部政務委員會改名為「金門戰地政務委員會」，直屬國防部，並將部份業務移交金門縣政府掌理，軍方逐漸淡出地方行政體系。
- 民國60年（1971年），西犬、東犬改名為西莒、東莒，並合併為莒光鄉。
- 民國77年（1988年）7月，行政院公布《中華民國各省（市）縣（市）行政區域代碼》，為各省縣市編定代碼，該法規於民國94年（2005年）10月停用。
- 民國81年（1992年）11月7日，金馬地區終止戰地政務，金門縣政府及連江縣政府恢復實際治理權。

#### 實際統治區域
福建省為中華民國的一級行政區，全省原劃分為67縣、2市，民國38年（1949年）後，僅轄金門縣、連江縣兩縣，實際管轄範圍包括馬祖列島及金門群島與烏坵嶼。
| 實際統治區詳情 | 實際統治區詳情 | 實際統治區詳情 | 實際統治區詳情 | 實際統治區詳情 | 實際統治區詳情 | 實際統治區詳情 |
| 福建省實際管轄區域行政區劃 | No.            | 區劃名稱       | 轄屬區域       | 政府所在       | 面積（km²）    | 人口           |
| --- | -------------- | -------------- | -------------- | -------------- | -------------- | -------------- |
| | 縣             |                |                |                |                |                |
| 1 | 連江縣         | 4鄉            | 南竿鄉         | 28.8000        | 13,575         |                |
| 2 | 金門縣         | 3鎮3鄉         | 金城鎮         | 151.6560       | 139,543        |                |
| 注：連江縣（馬祖）轄有4鄉（南竿鄉、北竿鄉、莒光鄉、東引鄉），其轄屬島嶼為馬祖列島（包含南竿島、北竿島、大坵島、小坵島、亮島、高登島、東引島、莒光列島）。 金門縣轄有3鎮（金城鎮、金湖鎮、金沙鎮）、3鄉（金寧鄉、烈嶼鄉及1954年起由金門縣代管原屬莆田縣的烏坵鄉），其轄屬島嶼為金門群島（包含金門島、小金門、東碇島、大膽島、二膽島、三膽島、四膽島、五膽島）及烏坵嶼（包含大坵嶼、小坵嶼）。 |                |                |                |                |                |                |

| 金馬地區詳情 | 金馬地區詳情 | 金馬地區詳情                           | 金馬地區詳情 | 金馬地區詳情 |
| 代碼         | 縣市局       | 駐地                                   | 北洋時期     | 沿革 |
| ------------ | ------------ | -------------------------------------- | ------------ | --- |
| 09006        | 長樂縣       | 太平橋（吳航鎮，今長樂區駐地吳航街道） | 閩海道       | 民國42（1953）年8月，马祖行政公署改为闽东北行政公署，并管辖连江、长乐两县，长乐县政府移设于白肯区，同年9月，白肯区划为“白肯镇”、“东肯乡”、“东涌乡”，民國45（1956）年7月，第一行政督察区（闽东北行政公署）及长乐县裁撤，两乡镇改隶连江县，并改名“东犬乡”、“西犬乡”。 |
| 09007        | 連江縣       | 敖江鎮（今連江縣駐地鳳城鎮）           | 閩海道       | |
| 09008        | 羅源縣       | 鳳山鎮（今羅源縣駐地鳳山鎮）           | 閩海道       | 民國43（1954）年，東湧島改屬羅源縣管轄，羅源縣政府駐東湧鄉，民國45（1956）年，羅源縣政府撤銷，東湧島改屬連江縣管轄，並更名東引島，設東引鄉公所。 |
| 09020        | 金門縣       | 珠浦鎮（今金門縣駐地金城鎮）           | 廈門道       | 民國3年（1914年）7月析思明縣（今廈門）大小金門島嶼置。民國4年（1915年）1月縣公署正式成立。以金門島得名。民國43年（1954年）代管莆田縣烏坵。 |
| 09021        | 莆田縣       | 城廂鎮（今莆田市城廂區）               | 廈門道       | 清代為興化府附郭莆田縣，民國元年（1912年）10月前廢府留縣。民國43年（1954年）撤銷莆田縣，由金門縣代管烏坵鄉。 |

### 行政區劃年表
| 福建省行政區劃年表                                                        |           |                                              | | |
| 說明：「?」表示不能確定其發生年份或月份，故放於最有可能的一年內，詳見注釋 |           |                                              | | |
| 西元                                                                      | 民國紀元  | 縣                                           | 行政公署                                                                                                  | 行政區劃變更 |
| 1950年                                                                    | 民國39年  |                                              | 2 | - 金門軍管區行政公署成立（3月） - 馬祖行政公署成立（12月） |
| 1952年                                                                    | 民國41年  | - 馬祖行政公署餘下4區則依原縣恢復建制（?月） | 2 | |
| 1953年                                                                    | 民國42年  | 4                                            | 1 | - 金門軍管區行政公署撤銷，恢復金門縣政府建制，同時代管莆田烏坵（2月） - 析南竿、北竿二鄉恢復連江縣建制（3月） - 馬祖行政公署改閩東北行政公署（8月） - 析白肯恢復長樂縣建制（9月）                                                     |
| 1954年                                                                    | 民國43年  | 5                                            | 1 | - 析東湧恢復羅源縣建制（3月） |
| 1955年                                                                    | 民國44年  | 4                                            | 1 | - 省政府於金門正式恢復建制（1月） - 閩東北行政公署改為福建省第一行政督察專員公署（8月） |
| 1956年                                                                    | 民國45年  | 2                                            | | - 政府決定在金馬地區實施戰地政務（6月） - 福建省政府虛級化並遷至臺灣省臺北縣新店鎮辦公（7月） - 撤銷福建省第一區行政督察專員公署（7月） - 莆田縣屬烏坵島劃入金門縣（7月） - 羅源屬東引、西引兩島及長樂屬東莒、西莒兩島劃入連江（7月） |
| 1992年                                                                    | 民國81年  | 2                                            | - 金馬地區終止戰地政務（11月） - 金門、連江二縣政府恢復實際治理權（11月）                                 | |
| 2017年                                                                    | 民國106年 | 2                                            | - 行政院設立行政院金馬聯合服務中心，服務金門、連江二縣。(1月）                                            | |
| 2019年                                                                    | 民國108年 | 2                                            | - 福建省政府實質上裁撤，不再編列員額與預算，由行政院金馬聯合服務中心承接原福建省政府所有員額與業務（1月） | |

## 政治

### 省會
民國38年（1949年）8月，福建省政府隨著中華民國國軍，從福州市遷至金門縣。民國45年（1956年）7月因為金馬地區實施戰地軍政指揮，福建省政府虛級化並遷至臺灣省台北縣新店市北新路二段228巷2號辦公，至民國81年（1992年）11月7日因金馬地區戰地政務終止，於民國85年（1996年）1月15日遷回金門縣金城鎮民權路34號辦公。民國107年（2018年）年底，福建省政府去任務化後已經無任何行政組織或實體辦公場所。

### 省政首長
民國16年（1927年）4月27日，國民政府委任福建省政府官員，並於7月3日由設立福建省政府。政府首長為「福建省政府主席」。

### 省政組織

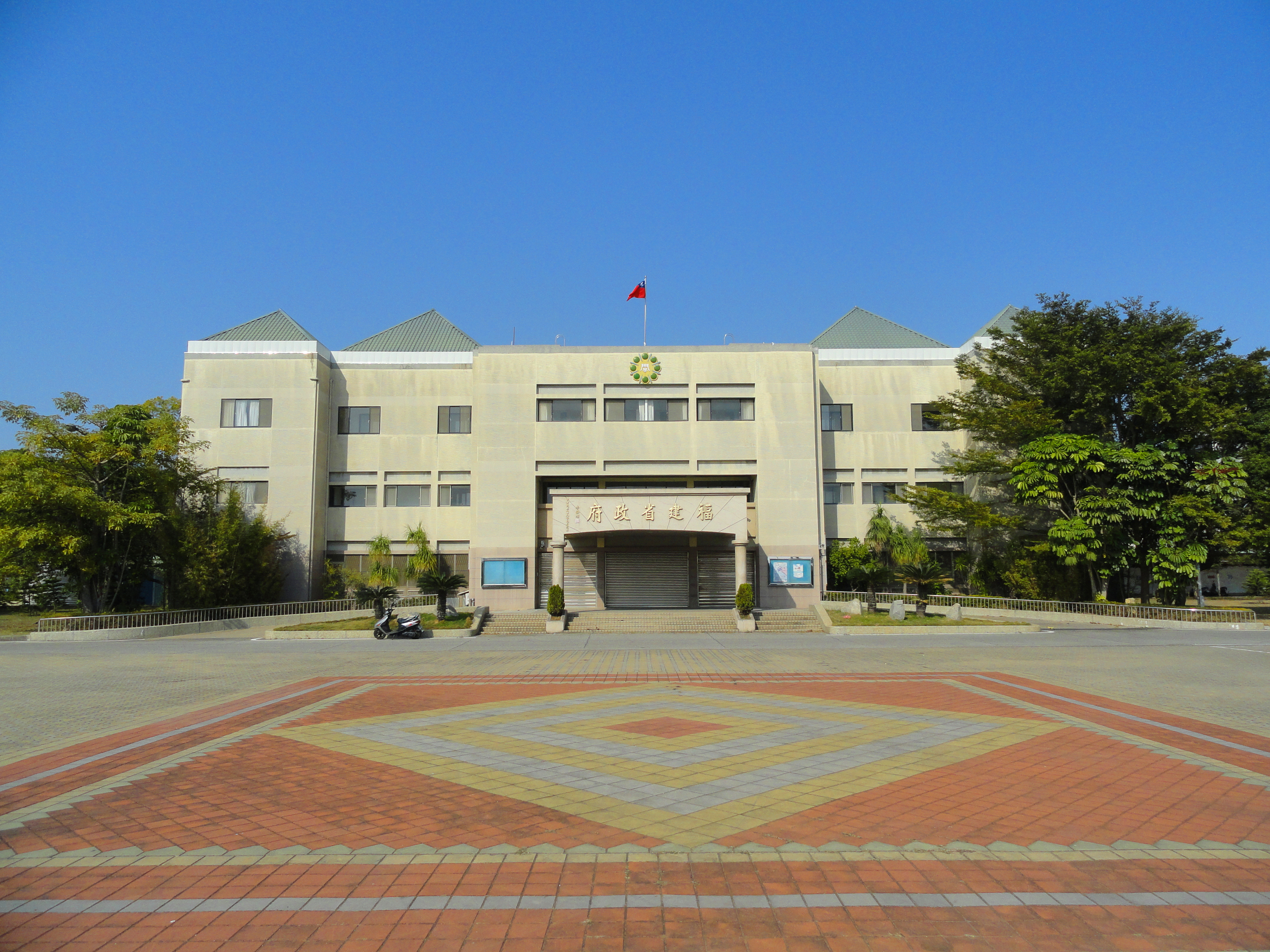
民國85年（1996年）至民國107年（2018年）的福建省政府大樓，現為行政院金馬聯合服務中心大樓。

民國38年（1949年），解放軍佔據福建大部，福建省政府撤往沿海島嶼，10月由軍方全面接管，直至民國44年（1955年）1月20日才在金門正式恢復建制。民國45年（1956年）7月，因為金馬地區實施戰地軍政指揮，福建省政府虛級化，下設第一組、第二組、第三組、人事室、會計室及政風室，並遷至臺灣辦公，專司研究福建省政設計，不理政務。民國85年（1996年）省政府遷回金門縣辦公，但乃維持原精簡化之編制，不設置省諮議會；在新北新店則留有「福建省政府臺北辦事處」，負責協助處理省府在臺相關業務及活動。
民國107年（2018年）6月28日，行政院決定自民國108年（2019年）起將福建省政府去任務化，不再編列員額與預算，僅保留憲法中省府名稱及省主席職位。原福建省政府所有行政組織與業務由行政院金馬聯合服務中心承接。福建省政府臺北辦事處則改為「金門縣政府台北服務處」及「連江縣政府台北服務處」。

### 司法機關
福建高等法院金門分院，原名「福建高等法院廈門分院」，1990年7月1日，奉行政院核定更名「福建高等法院金門分院」，是福建省第二審的司法機關，屬於普通法院之上訴法院，於連江縣設有「連江巡迴法庭」，主要業務為審理及裁決金門、連江二個地方法院第一審民事、刑事上訴及抗告案件。福建高等檢察署金門檢察分署，原名「福建高等法院廈門分院檢察處」，1990年7月1日，奉行政院核定更名「福建高等法院金門分院檢察署」，2018年5月25日再更名「福建高等檢察署金門檢察分署」，是福建省的高等檢察機關，辦理金門、連江二個地方檢察署提起上訴之刑事案件等。

## 文化

### 語言
除了官話外，閩南人使用與臺灣島及澎湖群島相同之閩南話，惟某些細節仍有小差異，但可以相通；閩東人使用閩東話，當地又稱平話或是直接稱馬祖話、福州話。人數最少的莆仙人則使用莆仙話，當地稱為烏坵話，並融入當地戰地文化。
目前惟烏坵並無學校，所以缺乏鄉土語言教學。

## 教育
由於中華民國政府對於大陸地區學籍之認可有限制，金馬地區學生多赴臺灣就讀大學，極少部份選擇至廈門求學。
國立金門技術學院在民國99年（2010年）8月1日升格為國立金門大學，成為金馬地區第一所高等學府。金門縣期望在未來，將金門打造成大學島，並邀臺灣島上20多所大學，前來設分校。除銘傳大學設有金門校區外，國立高雄大學亦於同年6月1日成立金門校區，目前只提供EMBA班。連江縣的最高學府為民國108年於北竿鄉坂里村設立的國立臺灣海洋大學馬祖校區，過往並有銘傳大學設立的碩士在職專班，及國立金門大學設立的馬祖分班。

### 大專院校
- 國立金門大學
- 國立臺灣海洋大學馬祖校區
- 銘傳大學金門校區
- 國立高雄大學金門校區

### 高中職
- 國立金門高級中學
- 國立金門高級農工職業學校
- 國立馬祖高級中學

## 交通

### 海運
連江縣（馬祖）主要港口有南竿鄉福澳港及馬祖港、北竿鄉白沙港、東引鄉中柱港、莒光鄉青帆港（西莒）及猛澳港（東莒）。
- 馬祖島際
  - 福澳港－北竿鄉白沙港、東引鄉中柱港、莒光鄉青帆港（西莒）及猛澳港（東莒）。
- 馬祖－臺灣島
  - 福澳港、中柱港－基隆港，有臺馬輪、合富快輪及臺馬之星。
- 馬祖－中國大陸
  - 南竿鄉福澳港－福州市馬尾港。
  - 北竿鄉白沙港－福州市黃岐港。

金門縣主要港口有料羅港區及水頭港區（大金門）、九宮港區（小金門）。
- 金門島際
  - 水頭商港－烈嶼鄉九宮碼頭（小金門）。
- 金門－臺灣島
  - 料羅碼頭與高雄港碼頭間有金門快輪固定航班。
- 金門－中國大陸
  - 水頭商港－廈門市、泉州市。

### 空運

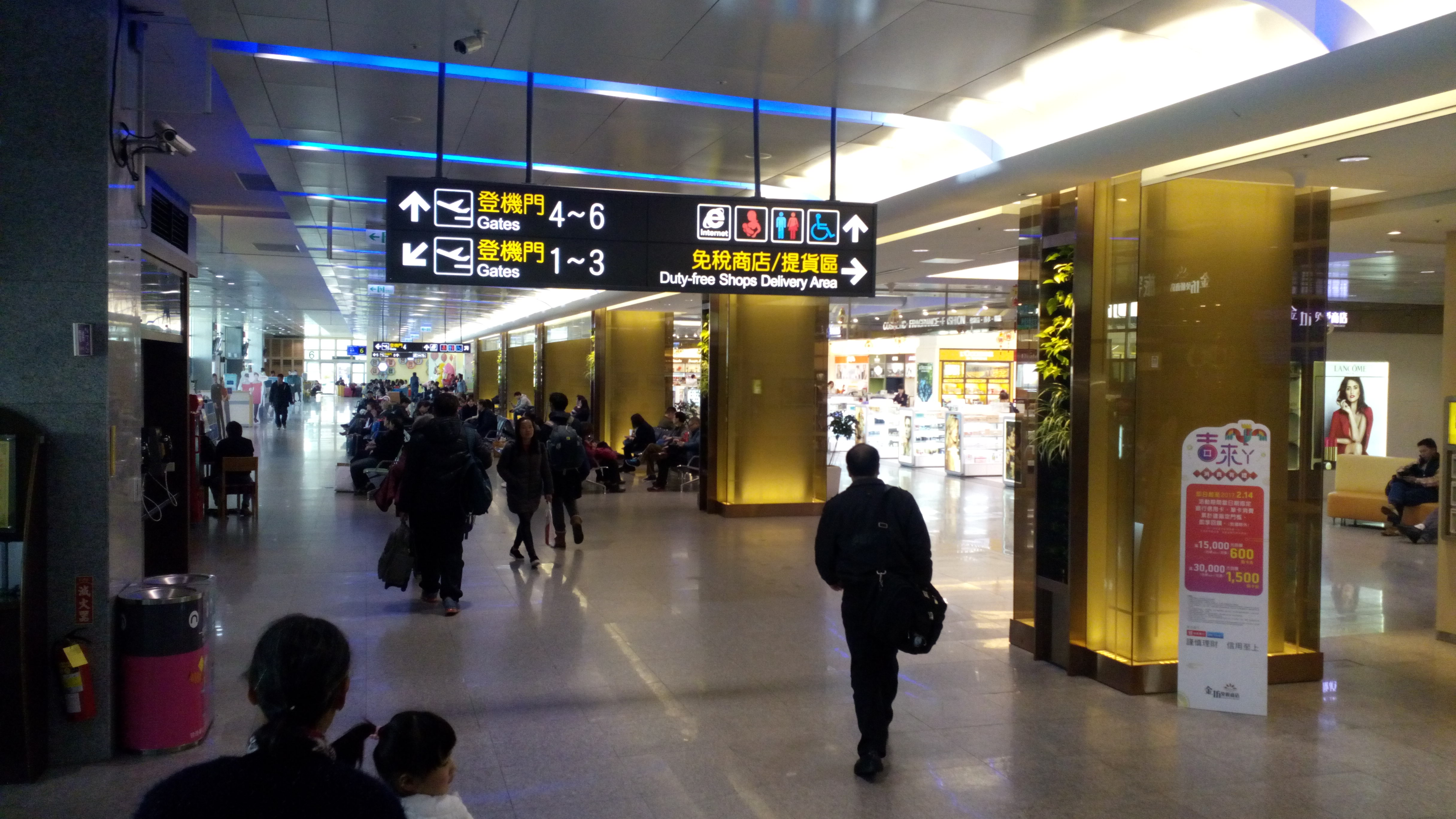
金門尚義機場航站大廳

金門有一座軍民合用機場金門機場，馬祖有兩座民用機場馬祖南竿機場和馬祖北竿機場。民用部分管轄單位為中華民國交通部民用航空局，軍用部分管轄單位為中華民國空軍。金門縣與連江縣（馬祖）二地之間無直飛航班。現金門機場可飛臺北、臺中、嘉義、臺南、高雄及澎湖等地，南竿機場可飛臺北、臺中等地；北竿機場可飛臺北。主要營運的航空業者是立榮、華信等二家航空公司。

### 引用
1. ↑  .   [2023-07-05]. （原始内容存档于2020-10-11）.
2. 1 2 3 4   (新闻稿). 行政院金馬聯合服務中心. 2018-07-07  [2022-11-23]. （原始内容存档于2020-11-11）.
3. 1 2  .   [2018-07-07]. （原始内容存档于2018-08-26）.
4. ↑  .   [2012-10-21]. （原始内容存档于2021-03-09）.
5. ↑  Norris, Robert B. . American Diplomacy. 29 November 2010  [1 April 2014]. （原始内容存档于20 October 2018）.
6. ↑  Nixon, Richard. . Simon & Schuster. 1978: 272. ISBN 0-446-93259-0 –Internet Archive. Once again I hit hard on the Quemoy-Matsu issue, stating that Kennedy's willingness to surrender the islands to the Communists under threat of war was no different from submitting to blackmail. Shortly after the third debate I learned that one of Kennedy's top foreign policy advisers had telephoned Secretary of State Herter to say that Kennedy did not want to give the Communists the impression that America would not stand united against aggression and was therefore prepared to revise his position in order not to appear to oppose the administration on this issue. I saw this as Kennedy's way of trying to slide away from an unpopular position, and my immediate inclination was not to let him get away with it. But the Quemoy-Matsu situation was so tense, and the importance of America's role in discouraging Communist aggression was so great, that I decided not to press the point if Kennedy modified his stand. I pointed out how his changed attitude reflected his lack of experience, and then let the issue drop.
7. ↑  .   [2012-10-21]. （原始内容存档于2021-01-13）.
8. ↑  管仁健. . 《你不知道的台灣》. 2008年3月7日.
9. ↑  .   [2013-12-18]. （原始内容存档于2014-09-01）.
10. 1 2  .   [2018-12-30]. （原始内容存档于2019-04-11）.
11. 1 2  .   [2018-12-30]. （原始内容存档于2019-04-03）.
12. ↑  行政院戶口普查處編. 中華民國79年臺閩地區戶口及住宅普查報告. 臺北市: 行政院戶口普查處. 1992
13. ↑  《政府公報》第785號，民國3年7月13日，舫27冊，第703頁。
14. ↑  《政府公報》第1016號，民國4年3月8日，第35冊，第7295頁。
15. ↑  福建省政府駐台北辦事處簡介 [永久]
16. ↑  . 福建高等法院金門分院.   [2021-07-01]. （原始内容存档于2020-09-19） （中文（臺灣））.
17. ↑  . 福建高等檢察署金門檢察分署.   [2021-07-01]. （原始内容存档于2021-02-27） （中文（臺灣））.
18. 1 2  . 交通部民用航空局.   [2021-06-23]. （原始内容存档于2021-03-02） （中文（臺灣））.

## 外部連結
- 维基共享资源上的相關多媒體資源：福建省
- 中華民國福建省政府（停止更新）
- 金門中山林稀有過境鳥 叉尾太陽鳥現蹤 （页面存档备份，存于）
- 福建省 - 行政區劃網 （页面存档备份，存于）
- 王豐的民國傳記博客
- 洪定國的地理資料庫 - 大地耕者 - 網易博客
- 台灣的福建省與浙江省（页面存档备份，存于）
- 福建省情資料庫 地方志之窗
- 《閩越民族論》（页面存档备份，存于）